# 콩코드 레코드
콩코드 레코드(Concord Records)는 콩코드 뮤직이 소유하고 있으며 캘리포니아의 베벌리힐스에 기반을 둔 미국의 음반 회사이다. 콩코드 레코드는 1995년에 그 회사의 기본적인 콩코드 재즈 레이블을 넘어서기 위해 고안된 각인으로 출시되었다. 이 음반사의 예술가들은 14개의 그래미상과 88개의 그래미상 후보에 올랐다.
"콩코드 재즈"의 C와 J를 포함하는 양식화된 팔분음표인 오리지널 로고는 베이 지역 그래픽 디자이너 댄 벅에 의해 만들어졌는데 그는 이 회사의 여러 앨범 커버 작업도 했다.